# Sistema Google-Apple de notificació d'exposicions
El sistema Google-Apple de notificació d'exposicions (GAEN) (en anglès: Google-Apple Exposure Notification system) és un sistema creat el 20 de maig del 2020 per Google i Apple per facilitar el desenvolupament d'apps per al rastreig de contactes durant la pandèmia de la COVID-19. El sistema està instal·lat en la majoria dels telèfons amb el sistema operatiu Android o iOS, però els usuaris poden activar-lo o desactivar-lo sempre que vulguin. El sistema detecta i enregistra la proximitat entre telèfons. A partir de les dades recollides, el sistema pot determinar les vegades que una persona ha estat exposada a la COVID-19 pel fet que el seu telèfon ha estat a prop del telèfon d'una persona que s'ha confirmat infectada. El sistema notifica les exposicions a l'app corresponent. El sistema només pot ser usat per apps desenvolupades per autoritats sanitàries públiques. Les apps s'han de limitar als esforços per combatre la COVID-19 i no es poden usar per cap altre ús. Només n'hi pot haver una per país, però en el cas d'un país amb estructura descentralitzada, n'hi pot haver una per cada entitat constituent.

## Funcionament bàsic

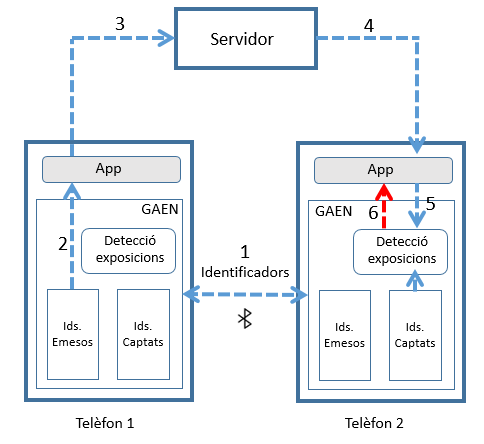
Funcionament bàsic del sistema GAEN.

El sistema està instal·lat en cada telèfon, i es relaciona amb una app que, alhora, es relaciona amb un servidor (Vegi's figura, adaptada de). Els passos principals en el funcionament són:
1. El sistema emet identificadors des d'un telèfon usant la tecnologia Bluetooth LE i alhora capta identificadors emesos per altres telèfons. Els identificadors canvien cada 10-20 minuts i es deriven usant la criptografia a partir de claus temporals que canvien cada 24 hores. Es guarden al telèfon tant els identificadors emesos com els captats.
2. Si es confirma que una persona està infectada, l'autoritat sanitària li demanarà que transfereixi voluntàriament -via app- al servidor les claus temporals dels identificadors que ha emès el seu telèfon durant els darrers 14 dies. L'app demana als sistema la llista d'aquestes claus.
3. L'app transfereix al servidor les claus obtingudes en el pas anterior.
4. Les apps descarreguen periòdicament del servidor la llista de totes les claus de les persones que han estat infectades en la seva àrea geogràfica.
5. Les apps proporcionen les claus obtingudes en el pas anterior al component del sistema Detecció d'exposicions, el qual s'encarrega de detectar les exposicions.
6. A partir de les claus rebudes i dels identificadors captats, el component indicat detecta les exposicions que s'han produït i el risc d'infecció que ha representat cada una d'elles. La detecció i el càlcul del risc es fan usant els paràmetres proporcionats per l'autoritat sanitària. El risc total calculat es notifica a l'app. Si aquest risc supera un cert llindar, l'app informarà a l'usuari del telèfon que ha estat un contacte estret d'algú (que no s'especifica) i que ha de fer quarantena.